# Ennio Doris - C'è anche domani
Ennio Doris - C'è anche domani è un film biografico del 2024 diretto da Giacomo Campiotti e liberamente ispirato all'autobiografia C'è anche domani (2014) del noto imprenditore e banchiere italiano Ennio Doris.

## Trama
Settembre 2008. Con il crollo della Lehman Brothers ha inizio una pesante crisi economica. Ennio Doris, proprietario e fondatore di Banca Mediolanum, decise di rimborsare i clienti che avevano acquistato titoli in perdita prelevando i fondi dai suoi conti privati e con l'aiuto del suo socio Silvio Berlusconi.

## Produzione
Il film è basato sull'omonima biografia C'è anche domani ed è stato realizzato con la consulenza diretta della famiglia Doris. Le riprese hanno avuto luogo a Milano, Genova e nell'entroterra veneto da settembre a novembre 2023.

## Colonna sonora
La colonna sonora è stata composta, orchestrata e diretta da Carmine Padula presso gli studi Splash di Napoli con l'Orchestra Sinfonica Nazionale del Cinema.

## Distribuzione
Il film è distribuito da Medusa per tre giorni evento nei cinema dal 15 al 17 aprile 2024.
Viene trasmesso in prima visione TV su Canale 5 il 24 novembre 2024.

## Critica
Il film è stato stroncato dalla critica.
Per Aldo Grasso, scrivendo sul Corriere della Sera, pur tenendo conto di alcune costanti formali dei biopic, Ennio Doris - C'è anche domani deve essere giudicato un'operazione di marketing: «Non è un film, è uno spot che dura 122 minuti e come tale va giudicato, come Barbie.»
Matteo Pivetti su Sentieri selvaggi scrive che "L'operazione di elevazione del banchiere veneto ad eroe nazionale con grottesche sfumature da propaganda mostra un personaggio privo delle ambiguità che stanno alla base di qualsiasi narrazione".